# Cap de Creus
Cap de Creus är en udde i Spanien.   Den ligger i regionen Katalonien, i den östra delen av landet, 600 km öster om huvudstaden Madrid.
Terrängen inåt land är platt åt nordväst, men åt sydväst är den kuperad. Havet är nära Cap de Creus åt nordost.  Närmaste större samhälle är Roses, 13,6 km sydväst om Cap de Creus. 

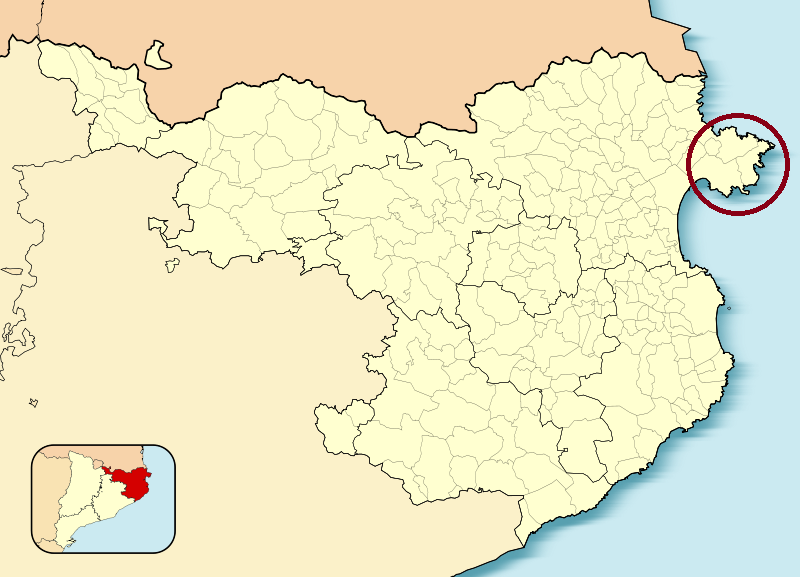
Plats Cap de Creus på kartan över provinsen Girona och Katalonien.

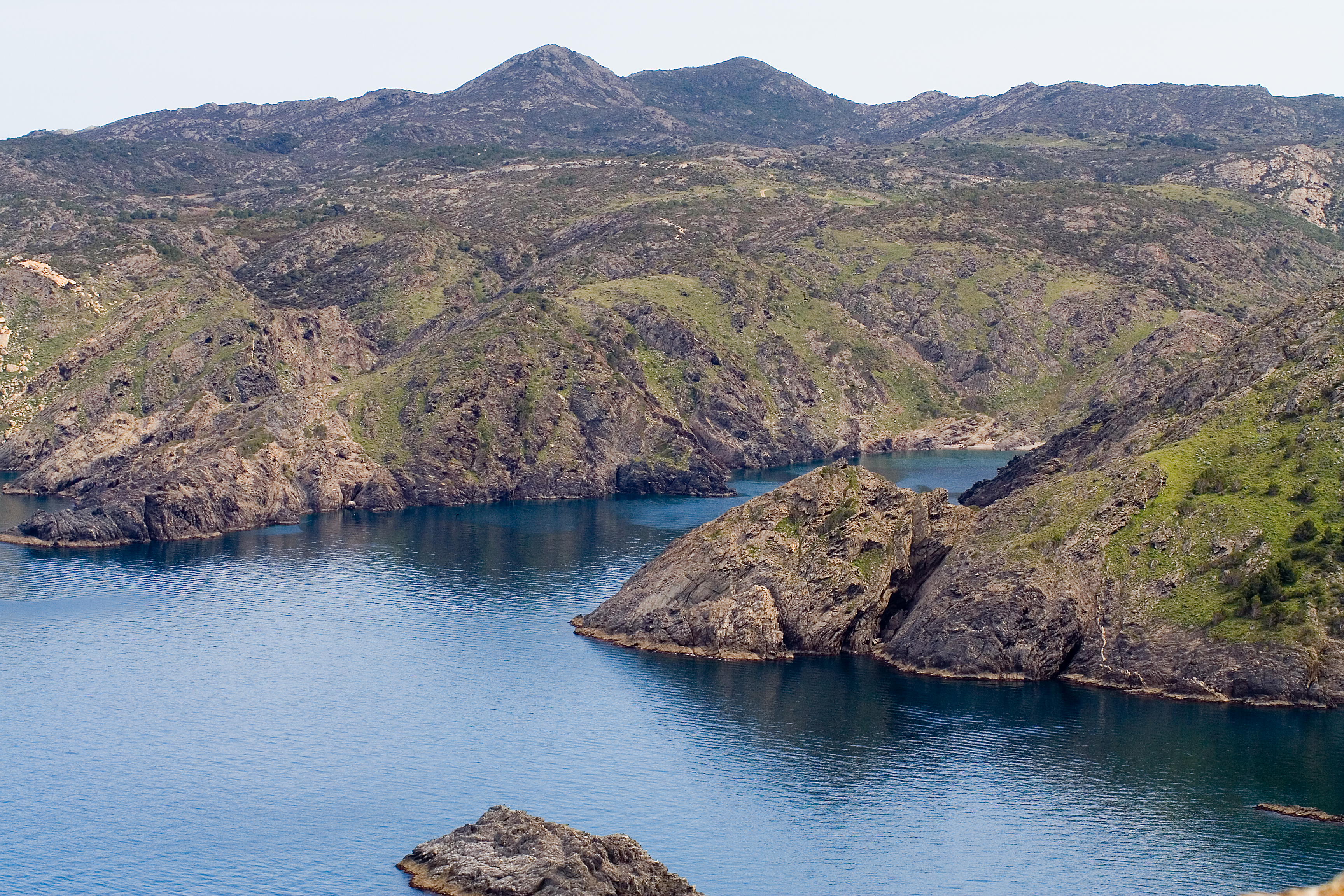
En annan utsikt över El Golfet från Cap Gros, Cap de Creus.

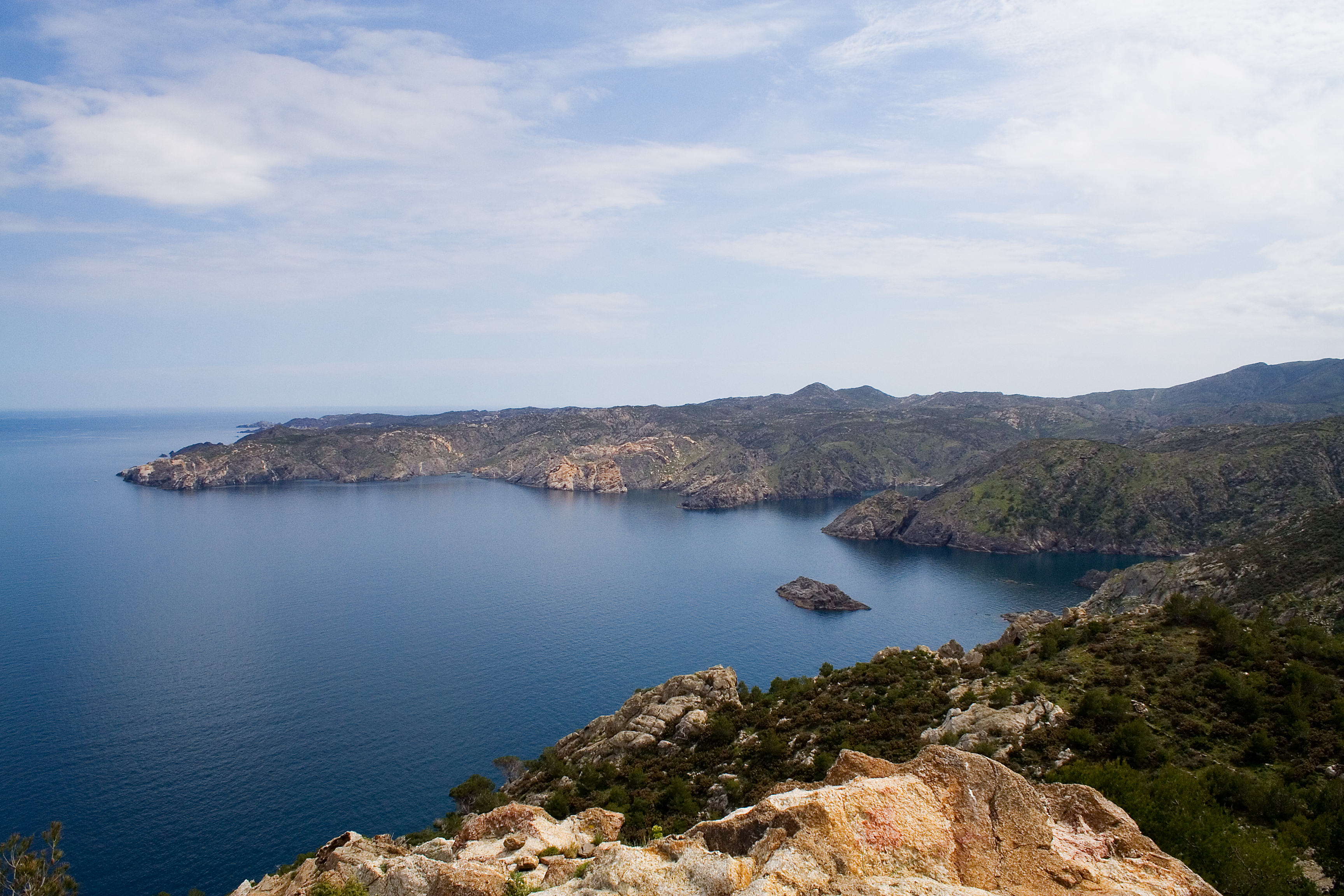
El Golfet sett från Cap Gros, Cap de Creus